# Psephellus leucophyllus
Pilosella leucophyllus — вид квіткових рослин з підродини цикорієвих (Cichorioideae).

## Опис
Це багаторічна рослина 10–30 см. Квітконосні стебла від основи прямі, зазвичай перевищують прикореневі листки. Частки перистороздільних листків довгасті; зверху листки зелені, павутинно запушені, знизу — біло-повстяні. Обгортка довгасто-яйцеподібна, 8–13 мм ушир.

## Поширення
Вид росте в Європі: Північний Кавказ.
В Україні вид росте на кам'янистих схилах — у Криму (у гірських лісових районах та на яйлах), рідко.